# Stethoncus auberti
Stethoncus auberti là một loài tò vò trong họ Ichneumonidae.